# Museo etnostorico Nello Cassata

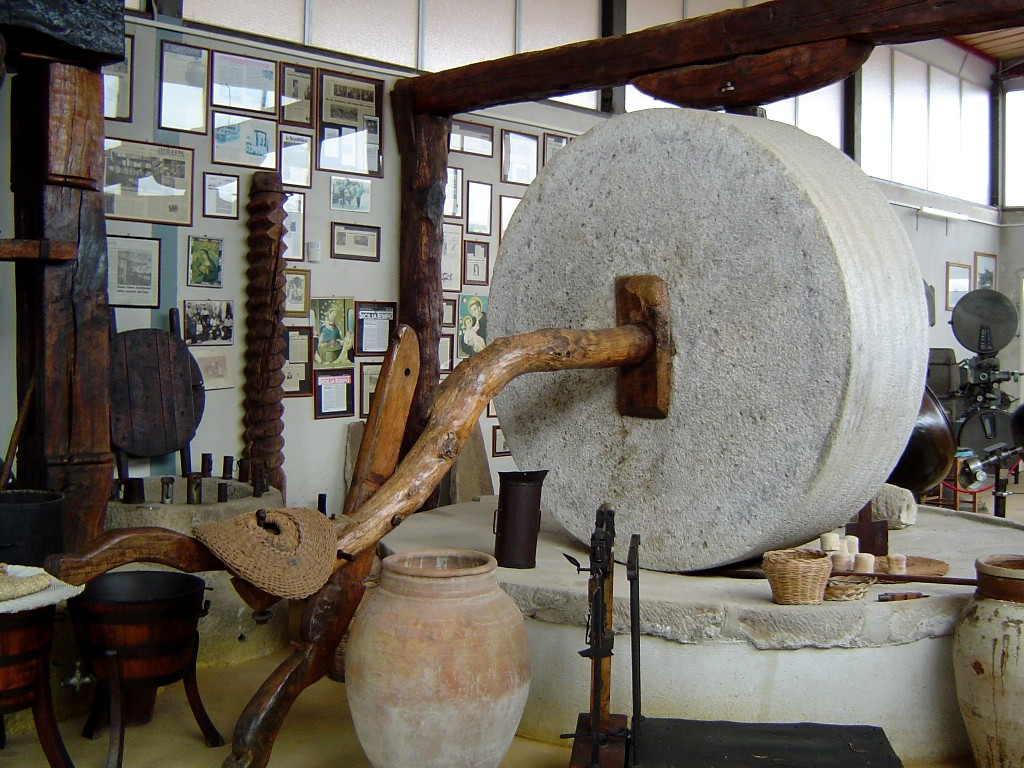
Exponate im Museo etnostorico

Das Museo etnostorico Nello Cassata (Ethnohistorisches Museum Nello Cassata) ist ein Völkerkundemuseum in Barcellona Pozzo di Gotto.
Das Museum befindet sich in Barcellona Pozzo di Gotto, Metropolitanstadt Messina, Sizilien, auf einer Landfläche von 1500 Meter, mit dem zweistöckigen Gebäude Casa di Manno, Landresidenz der sizilianischen Adelsfamilie Cassata, und Hauptgebäude des Museums.
In den anderen Gebäuden wurden zirka 45 damalige Gewerbeateliers, mit 20.000 Gegenständen, die von der Soprintendenza ai Beni Culturali (Überwachungsbehörde der Kulturgüter von Messina) katalogisiert, und vinkuliert sind. Die Gewerbeateliers geben den damaligen Arbeitszyklus wieder und zeigen restaurierte und funktionsfähige Werkzeuge sowie Arbeitsmittel.
Das Museum ist nicht in Sektoren strukturiert, sondern es dokumentiert die verschiedenen Tätigkeiten und Gewerbe in allgemeiner Form. Es zählt – hinsichtlich des Typs sowie der Qualität und Quantität der Objekte – zu den vollständigsten anthropologischen Darstellungen Italiens.